# Oxley Creek
Oxley Creek är ett vattendrag i Australien. Det ligger i delstaten Queensland, nära delstatshuvudstaden Brisbane.
Runt Oxley Creek är det i huvudsak tätbebyggt. Runt Oxley Creek är det mycket tätbefolkat, med 1 573 invånare per kvadratkilometer. Genomsnittlig årsnederbörd är 1 424 millimeter. Den regnigaste månaden är januari, med i genomsnitt 275 mm nederbörd, och den torraste är oktober, med 21 mm nederbörd.